# 翻案
翻案（ほんあん、英語: Adaptation）とは、芸術作品・エンターテインメント全般において、既存の作品を原案・原作として、新たに別の作品をつくる行為を指す。

## 例
- 異なるメディア間での翻案。メディアミックスとしての翻案（翻案作品） - 舞台化（英語版）・映画化・ドラマ化・小説化・漫画化・実写化・アニメ化・ゲーム化といった「○○化」[1]
- 同じメディア間での翻案。ローカライゼーション（作品の現地化）やリメイク作品としての翻案
  - 演劇の翻案（翻案劇）のうち舞台劇を原作とする舞台作品 - 例:『天保十二年のシェイクスピア』
  - 小説の翻案（翻案小説） - 例: 黒岩涙香#翻案小説
  - 映画の翻案 - 例:『荒野の用心棒』